# 農場痘
農場痘（Farmyard pox）為一群與副牛痘病毒相關的人畜共通性的傳染性皮膚病:393。包含在此範疇內的疾病包含:393：
- 牛丘疹性口炎（英语：Bovine papular stomatitis）
- 接觸傳染性化膿性皮膚炎（英语：Orf (disease)）
- 偽牛痘（英语：Pseudocowpox）（又稱擠乳人結節）